# مینوری (شرکت)
مینوری (انگلیسی: Minori) یک شرکت سازندهٔ رمان‌های تصویری و اروگه در ژاپن که بین سال‌های ۲۰۰۷ تا ۲۰۱۹ مشغول به فعالیت در زمینهٔ بازی‌های ویدئویی بود. تا قبل از مارس سال ۲۰۰۷ و تشکیل شرکت در آوریل همان سال، مینوری به عنوان بخش نرم‌افزاری شرکت کومیکس ویو فیلمز فعالیت می‌نمود.
مینوری از موتور بازی خود به نام موزیکا استفاده می‌کرد. موفق‌ترین بازی آن‌ها، ای‌اف: افسانهٔ دو است که یک مانگا و دو انیمهٔ سریالی تلویزیونی نیز بر اساس آن وجود دارد و برای پلی‌استیشن ۲ نیز نسخه‌ای در آوریل ۲۰۱۰ ارائه شد. اپنینگ تعدادی از بازی‌های پیشین مینوری توسط ماکوتو شینکای پویانمایی شده.
مینوری به خاطر مواضع تندش ضد ترجمه‌های فن و دزدی بازی‌های ویدئویی معروف است و بخاطر اختلاف نظر دربارهٔ بازی ویدیویی ریپلای که توسط ایلوژن سافت ساخته‌شده، به دلیل اقدامات خود در برابر گروه‌های ترجمهٔ فن؛ نو نیم لوزرز (No Name Losers) و تی‌ال ویکی (TL Wiki)، بدنام شد.
مینوری در ۲۳ ژوئن ۲۰۰۹، دسترسی به وب سایت خود را از خارج از کشور مسدود نمود. دلیل این مسئله واکنش‌ها و مسائل حقوقی مطرح شده در کشورهایی همچون انگلستان و آمریکا به اروگه بود. واکنش‌هایی که حتی باعث به وجود آمدن بحث‌هایی از سوی موافقان و مخالفان در داخل ژاپن دربارهٔ اصلاح قوانین پرنوگرافی(pornography) مرتبط با کودکان در ژاپن شد.